# Shoot the Runner
Singles de Kasabian
Empire
(2006) Me Plus One
(2007)
Pistes de Empire
Empire
(1) Last Trip (In Flight)
(3)
Shoot the Runner est le deuxième single du deuxième album studio du groupe de rock britannique Kasabian publié le 6 novembre 2006. Il se classe 14e au classement britannique des ventes de singles.

## Parution
Kasabian participe début novembre à de nombreuses émissions radiotélévisées (XFM, BBC Radio 2, Later... with Jools Holland et Top of the Pops 2) pour la sortie de Shoot the Runner, le 6,. Celui-ci atteint la 14e place de l'UK Singles Chart, tandis que le DVD du clip de la chanson associé à celui d'Empire se classe premier du classement respectif. 
| Classement musical             | Meilleure position |
| ------------------------------ | ------------------ |
| Royaume-Uni (UK Singles Chart) | 14                 |

## Liste des chansons
Toute la musique est composée par Sergio Pizzorno.
| 1. | Shoot the Runner                                   | 3:27 |
| 2. | Pictures of Matchstick Men (reprise de Status Quo) | 4:06 |

## Ouvrage
- (en) Joe Shooman, Kasabian : Sound, Movement & Empire, Independent Music Press, 24 avril 2008, 176 p. (ISBN 190619100X et 978-1906191009)